# Villa royale de Marlia
 (octobre 2012).
Si vous disposez d'ouvrages ou d'articles de référence ou si vous connaissez des sites web de qualité traitant du thème abordé ici, merci de compléter l'article en donnant les références utiles à sa vérifiabilité et en les liant à la section « Notes et références ».

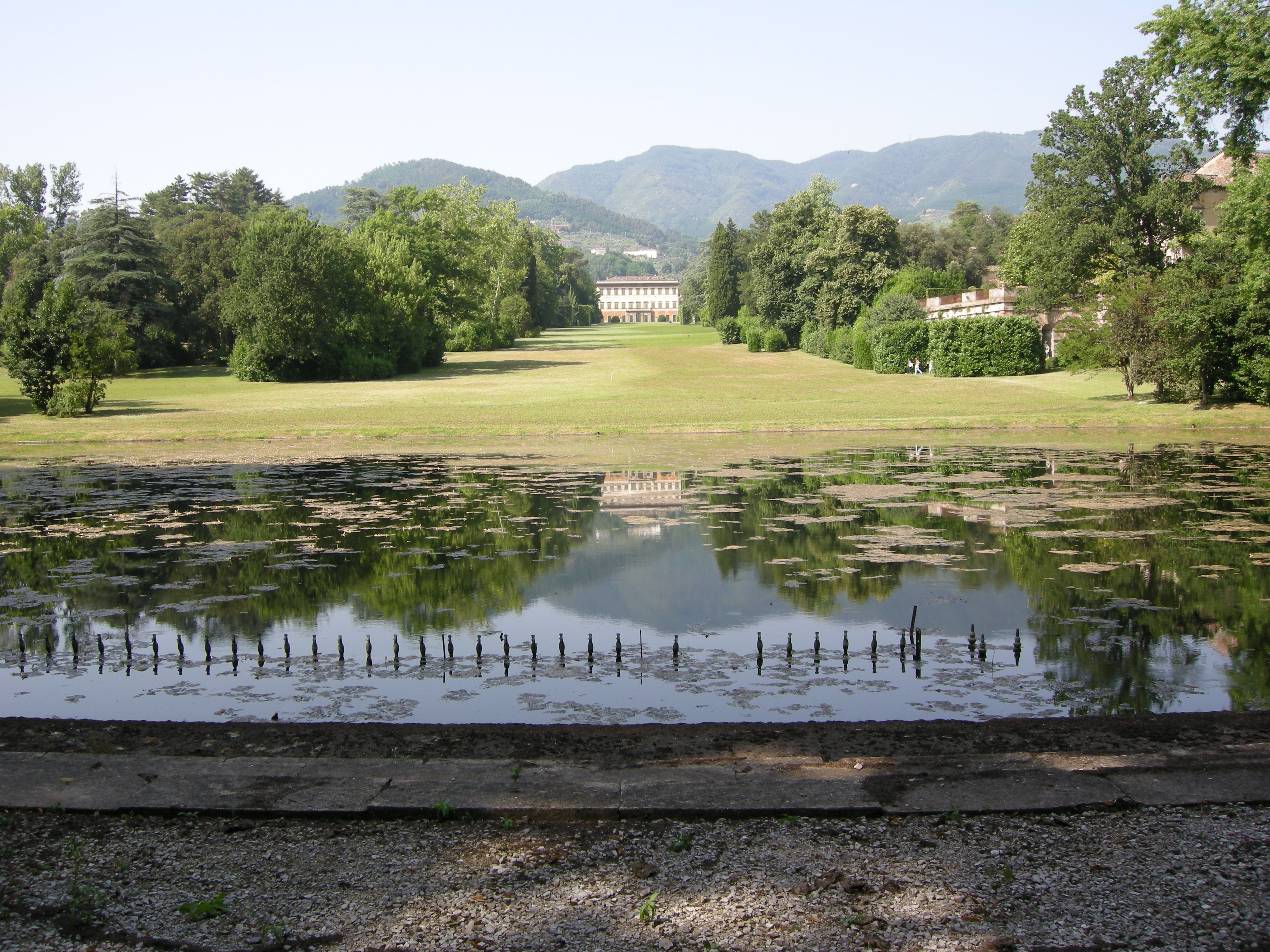
Vue d'ensemble

La villa royale de Marlia (villa reale di Marlia en italien) est une demeure napoléonienne. Elle a été la résidence d'été de la princesse de Lucques, Élisa Bonaparte, sœur de l'empereur Napoléon Bonaparte. 

## Historique
Entourée d'un grand parc, la villa est le résultat des interventions de seize propriétaires. Déjà dans la période Lombarde (IXe siècle), il y avait ici une forteresse habitée par le duc de Toscane, qui fut ensuite transmise à la famille Bonvisi. Celle-ci la conserva de 1517 jusqu'en 1651, quand elle fut contrainte après sa faillite en 1629, de vendre la plupart des biens familiaux.
La villa est ensuite achetée par de riches nobles lucquois Oliviero et Lélio Orsetti, qui rénovent le palais et surtout réalisent un magnifique jardin baroque, qui a été conservé au cours des siècles, également transmis à partir d'une gravure de la Venturi. Ils sont également responsables de la construction du petit pavillon de "l'Horloge" pour les écuries, les cuisines, les services, etc., caractérisé sur sa façade principale par un portique surmonté par une loggia avec une élévation centrale où est placé l'horloge d'où il tire son nom. Le jardin, orné de fontaines, de bassins, de nymphes et de statues, présente une symétrie géométrique qui a finalement été fermée par une élégante grille (aujourd'hui détruite), placée au milieu de la pelouse actuelle en face de la villa.
En 1806, la villa et le parc devinrent la propriété d'Elisa Bonaparte Baciocchi, princesse de Lucques, après de nombreuses pressions exercées sur la famille Orsetti qui ne voulait pas vendre. La propriété est achetée 500 000 (peut-être même 700 000) francs en pièces d'argent. L'ancien propriétaire fait fondre les pièces d'argent pour réaliser des assiettes, plateaux etc. et les fait défiler le long des rues de la ville sur trois carrosses pour que tout le monde les voit. Il invite aussi la princesse à regarder de ses fenêtres afin de les voir défiler. La souveraine achète en même temps à l'archevêque la villa adjacente et commence à travailler immédiatement sur la restructuration et la fusion des deux propriétés,doublant la taille de la pelouse en face de la villa afin d'atteindre une taille comparable à d'autres châteaux européens qu'elle avait visités. La rénovation du parc entre 1811 et 1814 a coûté environ un demi-million de francs. Le parc a été reconstruit dans le style des jardins à l'anglaise, ce qui a nécessité la démolition de la plupart des constructions baroques, en particulier dans le domaine de la Vescovo. Le jardin de la villa est alors planté de nombreuses essences nouvelles provenant du Parc Royal de Naples. Les bois étaient peuplés de cerfs, de chèvres et de moutons mérinos.
Durant cette période, le palais de la Renaissance est transformé dans le style néo-classique, élevé dans un plan et habité par une petite mais brillante cour du souverain. Les architectes Giovanni Lazzarini et Pierre-Théodore Bienaimé sont responsables de la reconstruction de la façade (avec des ouvertures néo-classique, au lieu de pierres de taille) et de l'ajout de la véranda avec une terrasse à l'arrière.
Les intérieurs ont été modifiés à cette époque, sous la direction de Théodore Bienaimé et avec l'intervention de peintres et stucqueurs français et italiens, y compris Stefano Tofanelli, auteur de la fresque de la Danse des Heures dans la grande salle de bal du rez-de-chaussée.
Des invités de marque ont été invités à participer à la vie de cour dans la villa, tel que Niccolò Paganini, qui a effectué plusieurs séjours, invité par Elisa. Metternich a salué les commodités et le raffinement du jardin. Parmi les première représentations théâtrales jouées ici, on trouve Phèdre de Racine. À la suite de la fusion du duché de Lucques avec le Grand-Duché de Toscane, Elisa, devenue grande-duchesse, s'installe à Florence, mais choisit bientôt de retourner à Lucques. La villa Marlia est le théâtre de son histoire d'amour avec le Grand Écuyer Cenami Barthélemy.
Après la chute de Napoléon, Elisa, alors enceinte de neuf mois, est contrainte de fuir devant les troupes britanniques de Lord William Bentinck. La couronne britannique ne la reconnaît pas comme souveraine. Elisa accouche dans une auberge et se rend à Vienne, où elle fut emprisonnée. Elle meurt à Trieste en 1820, à seulement 42 ans.
La villa passe aux Bourbons, interrompant les projets de reconquête du parc. Le nouveau souverain Maria Luisa fait appel à l'architecte Lorenzo Nottolini pour ajouter à la villa un Kaffeehaus et un observatoire astronomique, qui est resté inachevé. À partir de 1847 la villa devient la résidence d'été de la cour grand ducale des Habsbourg-Lorraine de Toscane jusqu'à la chute du royaume.
Le nouveau roi d'Italie, Victor Emmanuel II l'attribue aux Bourbons de Capoue, branche cadette de Naples qui la conservent jusqu'à l'extinction de la famille en 1919.
En 1923, la villa est achetée par la famille Pecci-Blunt - neveux du pape Léon XIII, qui l'entretient et la restaure. Le comte Cécil Pecci-Blunt rachète tous les objets, meubles, peintures, portraits et sculptures sur les marchés des antiquités pour réaménager et enrichir la villa, de sorte qu'elle devient une sorte de musée du Premier Empire local. Entre autres, y est conservé le lit de Talleyrand.
Pendant la seconde guerre mondiale, la villa a hébergé le dernier Romanov prétendant au trône russe.
Les dernières informations la disent vendue pour moins de 10 millions d'euros.